# عوجة بتير (الرقة)
عوجة بتير قرية سورية تتبع ناحية الكرامة في منطقة مركز الرقة في محافظة الرقة. بلغ عدد سكانها 781 نسمة في عام 2004 حسب إحصاء المكتب المركزي للإحصاء.